# 1998年香港電影作品列表
本列表列出1998年所上映的香港電影作品，以按照欄位中使用「上映日期」排列。
| 片名                     | 英文片名                  | 導演                    | 重要演員                               | 上映日期          |
| 暗花                     |                           | 游達志                  | 梁朝偉、劉青雲、邵美琪、盧海鵬         | 01月1日-01月23日  |
| 陰陽路之升棺發財         |                           | 邱禮濤                  | 古天樂、穀德昭、李健仁、李力持         | 01月3日-01月23日  |
| 行運一條龍               |                           | 李力持                  | 周星馳、鄭秀文、吳孟達、舒淇、葛民輝   | 01月16日-02月13日 |
| 我是誰                   |                           | 陳木勝、成龍            | 成龍、法拉美穗、山本未來、盧惠光       | 01月17日-03月6日  |
| 98古惑仔之龍爭虎鬥       |                           | 劉偉強                  | 鄭伊健、舒淇、錢嘉樂、尹揚明           | 01月24日-03月8日  |
| 愈快樂愈墮落             |                           | 關錦鵬                  | 邱淑貞、陳錦鴻、曾志偉、吳君如         | 02月14日-03月25日 |
| 碧血藍天                 |                           | 林偉倫                  | 趙文卓、舒淇、王合喜、連凱、曾江       | 02月14日-02月27日 |
| 九星報喜                 |                           | 高志森                  | 張國榮、吳倩蓮、鍾鎮濤、黎姿           | 02月14日-02月28日 |
| 古惑仔情義篇之洪興十三妹 |                           | 葉偉民                  | 吳君如、楊恭如、方中信、舒淇           | 02月21日-03月11日 |
| 職業大賊                 |                           | 唐偉成                  | 古天樂、蔡少芬、徐少強、雷宇揚         | 02月26日-03月4日  |
| 亞李·爸爸兩個大盜        |                           | 鄺文偉                  | 黃子華、張達明、湯盈盈、黎耀祥         | 02月28日-03月11日 |
| 超時空要愛               |                           | 黎大煒                  | 梁朝偉、李綺虹、趙銀淑、劉以達、林尚義 | 03月5日-03月11日  |
| 強姦2制服誘惑            |                           | 張敏                    | 朱茵、馬德鐘、吳鎮宇、鍾真             | 03月6日-04月12日  |
| 生死戀                   |                           | 陳國新                  | 張智霖、黃貫中、金燕玲、李綺虹         | 03月12日-03月19日 |
| 我愛你                   |                           | 李仁港                  | 袁詠儀、方中信、吳鎮宇、黃佩霞         | 03月12日-04月3日  |
| 夜半無人屍語時           |                           | 王晶、曹建南            | 劉青雲、張錦程、雷宇揚、朱茵           | 03月20日-03月26日 |
| 殺殺人,跳跳舞            |                           | 甄子丹                  | 甄子丹、吳辰君、雷宇揚、于榮光         | 03月21日-03月27日 |
| 想見你                   |                           | 李保章                  | 許志安、何超儀、趙學而、林曉峰         | 03月27日-04月2日  |
| 獵豹行動                 |                           | 林展偉                  | 梁琤、大島由加里、于榮光、張耀揚       | 03月28日-04月3日  |
| 殺手之王                 |                           | 董瑋                    | 李連杰、曾志偉、任達華、梁詠琪         | 04月3日-04月29日  |
| 安娜瑪德蓮娜             |                           | 奚仲文                  | 金城武、郭富城、陳慧琳、袁詠儀         | 04月3日-05月13日  |
| 野獸刑警                 |                           | 陳嘉上、林超賢          | 王敏德、黃秋生、譚耀文、張耀揚         | 04月9日-05月8日   |
| 玉蒲團III官人我要        |                           | 張敏                    | 鍾真、楊嘉玲、冬怡、徐錦江             | 04月23日-05月8日  |
| 追凶20年                 |                           | 麥兆輝                  | 周海媚、謝君豪、張達明、鄒凱光         | 04月23日-05月6日  |
| 烈火青春1998             |                           | 阮世生                  | 關德輝、趙學而、梁漢文、楊千嬅         | 04月30日-05月27日 |
| 濠江風雲                 |                           | 鄧衍成                  | 任達華、方中信、吳毅將、鄭則士         | 05月7日-06月5日   |
| 全職大盜                 |                           | 張堅庭                  | 吳鎮宇、王合喜、張堅庭、黃佩霞         | 05月9日-05月27日  |
| 對不起，隊冧你           |                           | 黃家輝、張肇麟          | 朱茵、梁漢文、黎耀祥、張達明           | 05月14日-05月20日 |
| 戇豆豆追女仔             |                           | 東島長眉                | 梁漢文、黎姿、徐錦江、麥家琪           | 05月21日-05月27日 |
| 豹妹                     |                           | 霍耀良                  | 黃佩霞、王敏德、莊泳、林國斌           | 05月23日-06月4日  |
| 非常突然                 |                           | 游達志                  | 劉青雲、任達華、黃卓玲、許紹雄         | 05月28日-06月19日 |
| 愛在娛樂圈的日子         |                           | 張敏                    | 周海媚、朱茵、張慧儀、陳法蓉           | 05月28日-06月10日 |
| 新古惑仔之少年激鬥篇     |                           | 劉偉強                  | 謝霆鋒、吳鎮宇、舒淇、吳彥祖           | 06月5日-06月19日  |
| 生化壽屍                 |                           | 葉偉信                  | 陳小春、李璨琛、張錦程、湯盈盈         | 06月11日-06月30日 |
| 玉女聊齋                 |                           | 曹建南                  | 徐錦江、鍾真、林偉健、楊嘉玲           | 06月12日-06月19日 |
| 人肉叉燒包II之天誅地滅   |                           | 吳耀權                  | 孫佳君、張錦程、黃秋生、楊梵           | 06月20日-07月3日  |
| 沒有小鳥的天空           |                           | 楊逸德                  | 鍾鎮濤、洪金寶、吳耀漢、劉雅麗         | 06月27日-07月2日  |
| 龍在江湖                 |                           | 王晶                    | 劉德華、梁詠琪、關秀媚、李璨琛         | 07月1日-07月29日  |
| 新唐山大兄               |                           | 甄子丹                  | 甄子丹、朱茵、于榮光、陳展鵬           | 07月3日-07月8日   |
| 強姦3OL誘惑              |                           | 張敏                    | 張慧儀、張文慈、方中信、雷宇揚         | 07月4日-07月17日  |
| 極度重犯                 |                           | 林嶺東                  | 蔡少芬、呂良偉、古天樂、張智霖         | 07月16日-08月5日  |
| 風雲雄霸天下             |                           | 劉偉強                  | 郭富城、鄭伊健、千葉真一、楊恭如       | 07月18日-09月2日  |
| 新戀愛世紀               | Love Generation Hong Kong | 王晶                    | 黎明、舒淇、劉嘉玲、雷頌德             | 07月25日-08月13日 |
| 愈墮落愈英雄             |                           | 霍耀良                  | 陳錦鴻、方中信、周海媚、馮德倫         | 08月1日-08月14日  |
| 美少年之戀               |                           | 楊凡                    | 吳彥祖、馮德倫、尹子維、舒淇           | 08月14日-09月16日 |
| 猛鬼食人胎               |                           | 梁宏發                  | 張錦程、黃秋生、吳辰君、徐錦江         | 08月15日-08月24日 |
| 超級整蠱霸王             |                           | 張敏                    | 陳百祥、葛民輝、雷頌德、朱茵           | 08月22日-09月7日  |
| 陰陽路4與鬼同行          |                           | 邱禮濤                  | 古天樂、孫佳君、雷宇揚、陳妙瑛         | 08月25日-09月11日 |
| B計畫                    |                           | 羅禮賢                  | 張智霖、李綺虹、舒淇、林尚義           | 08月29日-09月11日 |
| 風流3壯士                |                           | 林慶隆                  | 吳志雄、雷宇揚、黎耀祥、黎姿           | 09月5日-09月11日  |
| 非常員警                 |                           | 林德祿                  | 吳鎮宇、李蕙敏、伍詠薇、雷宇揚         | 09月8日-09月17日  |
| 行運秘笈                 |                           | 錢文琦、梁宏發          | 雷宇揚、羅家英、苑瓊丹、張錦程         | 09月12日-09月18日 |
| 失業特工隊               |                           | 張堅庭                  | 張堅庭、吳鎮宇、羅家英、伍詠薇         | 09月12日-09月17日 |
| 滿清十大酷刑之赤裸凌遲   |                           | 曹建南                  | 甄楚倩、鄭浩南、林偉健、楊梵           | 09月18日-09月30日 |
| 香港第1凶宅              |                           | 杜勵智                  | 黃秋生、黎姿、羅蘭、林尚義             | 09月18日-09月30日 |
| 面青青有排驚             |                           | 姚天虹、林展偉 司徒英傑 | 吳家麗、吳辰君、張耀揚                 | 09月19日-09月24日 |
| 每天愛您8小時            |                           | 阮世生                  | 梁朝偉、徐若瑄、蔡少芬、方中信         | 09月25日-10月16日 |
| 真心英雄                 | A Hero Never Dies         | 杜琪峰                  | 劉青雲、黎明、梁藝玲、蒙嘉慧           | 10月1日-10月19日  |
| 渾身是膽                 |                           | 元奎                    | 王敏德、陳小春、袁詠儀、李香凝         | 10月1日-10月21日  |
| 顧城別戀                 |                           | 陳麗英                  | 馮德倫、李綺虹、森野文子、張同祖       | 10月8日-10月27日  |
| PR Girls青春援助交際     |                           | 鄒凱光                  | 姚樂怡、江希文、林雅詩、陳豪           | 10月17日-11月19日 |
| 驚天大賊王               |                           | 吳耀權                  | 任達華、姚樂怡、譚耀文、曹永廉         | 10月20日-11月2日  |
| 玻璃之城                 | City of Glass             | 張婉婷                  | 黎明、舒淇、吳彥祖、張燊悅             | 10月28日-12月31日 |
| 極度強姦                 |                           | 林義雄                  | 芳井圓、藤野玲芽、關寶慧、徐錦江       | 10月31日-11月6日  |
| 強姦陷阱                 |                           | 鄭偉文                  | 蔡少芬、黃秋生、陳展鵬、謝天華         | 11月3日-11月11日  |
| 男人胸，女人HOME         |                           | 朱偉光                  | 關寶慧、鄭浩南、雷宇揚、黎耀祥         | 11月7日-11月18日  |
| 魑魅魍魎                 |                           | 李玉珍                  | 翁虹、黎耀祥、莫少聰、關寶慧           | 11月12日-11月19日 |
| 心思思                   |                           | 胡英健、黃頌寧          | 陳穎妍、丁子峻、曹永廉、洪天明         | 11月19日-11月25日 |
| 鬼骨場                   |                           | 嘉嘉                    | 林保怡、錢嘉樂、鄭艷麗、蕭玉燕         | 11月19日-12月3日  |
| 殺手再培訓               |                           | 楊逸德                  | 黎耀祥、劉錦玲、麥長青、高雄           | 11月19日-11月25日 |
| 9413                     |                           | 吳鎮宇                  | 吳鎮宇、伍詠薇、李蕙敏、何啟南         | 11月19日-12月17日 |
| 榕樹頭講鬼               |                           | 張少堅                  | 黎耀祥、洪天明、曹永廉、羅家英         | 11月20日-11月27日 |
| 怒吼狂花                 |                           | 劉觀偉                  | 梁琤、吳家麗、張耀揚、尹揚明           | 11月26日-12月4日  |
| 色降II萬里驅魔           |                           | 林義雄                  | 翁虹、徐錦江、楊嘉雯、徐寶麟           | 11月28日-12月4日  |
| 邪教檔案之末日風暴       |                           | 黎繼明                  | 古天樂、林雅詩、連凱、黃秋生           | 12月4日-12月17日  |
| 詭計                     |                           | 黃家輝                  | 吳鎮宇、伍詠薇、于榮光、曹永廉         | 12月4日-12月18日  |
| 杭州王爺                 |                           | 錢永強                  | 謝君豪、李子雄、陳國邦、龔蓓苾         | 12月5日-12月11日  |
| 偉哥的故事               |                           | 張敏                    | 曾志偉、黃秋生、張慧儀、張文慈         | 12月5日-12月23日  |
| 愛情傳真                 |                           | 王日平                  | 葉世榮、歐子欣、湯寶如、劉以達         | 12月10日-12月16日 |
| 陽性反應                 |                           | 陳汗                    | 彭鎮南、張虹、羅冠蘭、鄧兆龍           | 12月10日-12月16日 |
| 賭俠1999                 |                           | 王晶                    | 劉德華、朱茵、張家輝、張慧儀           | 12月18日-12月31日 |
| 幻影特攻                 |                           | 馬楚成                  | 鄭伊健、陳慧琳、陳小春、尹子維         | 12月24日-12月31日 |